# Amsacta insolatana
Amsacta insolatana là một loài bướm đêm thuộc phân họ Arctiinae, họ Erebidae.